# كلية السياحة والفنادق (جامعة الفيوم)
كلية السياحة والفنادق في جامعة الفيوم، تأسست كأحدى الكليات التابعة لجامعة القاهرة فرع الفيوم عام 1992-1993، وتقرر بدء الدراسة في الكلية في العام الجامعي 1994-1995.
استقبلت الكلية أول دفعة من الطلاب وكان عددهم 276 طالب (47 طالبة و229 طالب)، وبدأت الدراسة في مقر كلية الآثار بالفيوم كمرحلة انتقالية، ومع بداية العام الجامعي 2001/2002 بدأت الدراسة في مبنى الكلية الجديد.

## أقسام الكلية
تضم الكلية ثلاثة أقسام هم:
- دراسات فندقية
- دراسات سياحية
- إرشاد سياحي